# 渋沢作太郎
渋沢 作太郎（しぶさわ さくたろう、1861年10月14日（文久元年9月11日） - 1910年（明治43年）7月4日）は、日本の商人（渋沢商店、生糸売込商）、会社役員、名望家。横浜蚕糸外四品取引所理事。横浜火災海上運送信用保険取締役。横浜商業会議所議員。族籍は神奈川県平民。

## 人物
のちに東京人造肥料取締役となる渋沢喜作の長男。1883年、家督を相続する。生糸売込商で、屋号を「渋沢商店」と称する。1910年、腎臓病のため父に先立ち48歳で死去する。住所は神奈川県横浜市本町。墓所は祐天寺。

## 家族・親族
渋沢家
- 妻・のぶ（1862年 - ?、東京、牧原吉郎兵衛の長女）[2]